# Knautia magnifica
Knautia magnifica är en tvåhjärtbladig växtart som beskrevs av Pierre Edmond Boissier och Orph. Knautia magnifica ingår i släktet åkerväddar, och familjen Dipsacaceae. Inga underarter finns listade i Catalogue of Life.